# Élections législatives de 1968 dans les Hautes-Pyrénées
Les élections législatives françaises de 1968 se déroulent les 23 et 30 juin 1968. Dans le département des Hautes-Pyrénées, deux députés sont à élire dans le cadre de deux circonscriptions.

## Élus
| Circonscription | Député sortant | Parti | Parti          | Député élu ou réélu | Parti | Parti          |
| --------------- | -------------- | ----- | -------------- | ------------------- | ----- | -------------- |
| 1re             | René Billères  |       | FGDS (Radical) | René Billères       |       | FGDS (Radical) |
| 2e              | André Guerlin  |       | FGDS (SFIO)    | Paul Thillard       |       | UDR            |

## Résultats

### Résultats à l'échelle du département
| Parti          | Parti                                           | Premier tour | Premier tour | Second tour | Second tour | Sièges |
| Parti          | Parti                                           | Voix         | %            | Voix        | %           | Sièges |
| -------------- | ----------------------------------------------- | ------------ | ------------ | ----------- | ----------- | ------ |
|                | Union pour la défense de la République          | 34 799       | 32,49        | 27 997      | 26,24       | 1      |
|                | Union des républicains de progrès               | 34 799       | 32,49        | 27 997      | 26,24       | 1      |
|                |                                                 |              |              |             |             |        |
|                | Parti radical                                   | 17 367       | 16,21        | 26 340      | 24,69       | 1      |
|                | Section française de l'Internationale ouvrière  | 14 995       | 14,00        | 26 966      | 25,28       | 0      |
|                | Fédération de la gauche démocrate et socialiste | 32 362       | 30,21        | 53 306      | 49,96       | 1      |
|                |                                                 |              |              |             |             |        |
|                | Progrès et démocratie moderne                   | 22 066       | 20,60        | 25 386      | 23,79       | 0      |
|                | Parti communiste français                       | 17 885       | 16,70        | Retrait     | Retrait     | 0      |
|                |                                                 |              |              |             |             |        |
| Inscrits       | Inscrits                                        | 138 904      | 100,00       | 138 974     | 100,00      | 2      |
| Abstentions    | Abstentions                                     | 30 362       | 21,86        | 30 572      | 22          |        |
| Votants        | Votants                                         | 108 542      | 78,14        | 108 402     | 78          |        |
| Blancs et nuls | Blancs et nuls                                  | 1 430        | 1,32         | 1 713       | 1,58        |        |
| Exprimés       | Exprimés                                        | 107 112      | 98,68        | 106 689     | 98,42       |        |

### Résultats par circonscription

#### Première circonscription (Tarbes-Sud - Bagnères-de-Bigorre)
| Candidat       | Candidat                    | Parti          | Premier tour | Premier tour | Second tour | Second tour |  |
| Candidat       | Candidat                    | Parti          | Voix         | %            | Voix        | %           |  |
| -------------- | --------------------------- | -------------- | ------------ | ------------ | ----------- | ----------- |  |
|                | René Billères sortant réélu | FGDS (Radical) | 17 367       | 33,95        | 26 340      | 50,92       |  |
|                | Roger Charier               | UD-Ve          | 12 835       | 25,09        | Retrait     | Retrait     |  |
|                | Pierre Bleuler              | CD (PDM)       | 12 627       | 24,69        | 25 386      | 49,08       |  |
|                | Paul Chastellain            | PCF            | 8 323        | 16,27        | Retrait     | Retrait     |  |
|                |                             |                |              |              |             |             |  |
| Inscrits       | Inscrits                    | Inscrits       | 67 794       | 100,00       | 67 799      | 100,00      |  |
| Abstentions    | Abstentions                 | Abstentions    | 15 870       | 23,41        | 15 340      | 22,63       |  |
| Votants        | Votants                     | Votants        | 51 924       | 76,59        | 52 459      | 77,37       |  |
| Blancs et nuls | Blancs et nuls              | Blancs et nuls | 772          | 1,49         | 733         | 1,4         |  |
| Exprimés       | Exprimés                    | Exprimés       | 51 152       | 98,51        | 51 726      | 98,6        |  |

#### Deuxième circonscription (Tarbes-Nord - Lourdes)
| Candidat       | Candidat              | Parti          | Premier tour | Premier tour | Second tour | Second tour |  |
| Candidat       | Candidat              | Parti          | Voix         | %            | Voix        | %           |  |
| -------------- | --------------------- | -------------- | ------------ | ------------ | ----------- | ----------- |  |
|                | Paul Thillard élu     | UDR (URP)      | 21 964       | 39,25        | 27 997      | 50,94       |  |
|                | André Guerlin sortant | FGDS (SFIO)    | 14 995       | 26,8         | 26 966      | 49,06       |  |
|                | Paul Chastellain      | PCF            | 9 562        | 17,09        | Retrait     | Retrait     |  |
|                | Étienne Achille-Fould | CD (PDM)       | 9 439        | 16,87        | Retrait     | Retrait     |  |
|                |                       |                |              |              |             |             |  |
| Inscrits       | Inscrits              | Inscrits       | 71 110       | 100,00       | 71 175      | 100,00      |  |
| Abstentions    | Abstentions           | Abstentions    | 14 492       | 20,38        | 15 232      | 21,4        |  |
| Votants        | Votants               | Votants        | 56 618       | 79,62        | 55 943      | 78,6        |  |
| Blancs et nuls | Blancs et nuls        | Blancs et nuls | 658          | 1,16         | 980         | 1,75        |  |
| Exprimés       | Exprimés              | Exprimés       | 55 960       | 98,84        | 54 963      | 98,25       |  |